# Stig Sollander
Stig Oskar Sollander (Östersund, 1926. június 25. – Östersund, 2019. december 12.) olimpiai bronzérmes svéd alpesisíző.

## Pályafutása
Három olimpián vett részt (1948, 1952, 1956). Az 1956-os Cortina d’Ampezzo-i olimpián műlesiklásban bronzérmet szerzett. 1954-ben és 1956-ban két világbajnoki bronzérmet szerzett összetettben.
Lánya Lotte Sollander alpesisízőként részt vett az 1972-es szapporói téli olimpián.

## Sikerei, díjai
- Olimpiai játékok – műlesiklás
  - bronzérmes: 1956, Cortina d’Ampezzo
- Világbajnokság – összetett
  - bronzérmes (2): 1954, 1956